# Groń (Pasmo Pewelskie)
Groń (687 m) – szczyt na północno-wschodnim końcu Pasma Pewelskiego, które w regionalizacji fizycznogeograficznej Polski według Jerzego Kondrackiego zaliczane jest do Beskidu Makowskiego, w nowszej regionalizacji z 2018 roku do Pasm Pewelsko-Krzeszowskich. Groń znajduje się pomiędzy Wajdowym Groniem (677 m) a Małysiakowym Groniem (680 m).
Wierzchołek i górna część stoków Gronia porasta las. Na szczycie jest znak geodezyjny. Stoki północno-zachodnie opadają do doliny Kocońki. W ich dolnej, bezleśnej części znajduje się należące do miejscowości Las osiedle Gronik. Stoki południowo-wschodnie opadają do doliny Mącznianki i należą do miejscowości Kurów.

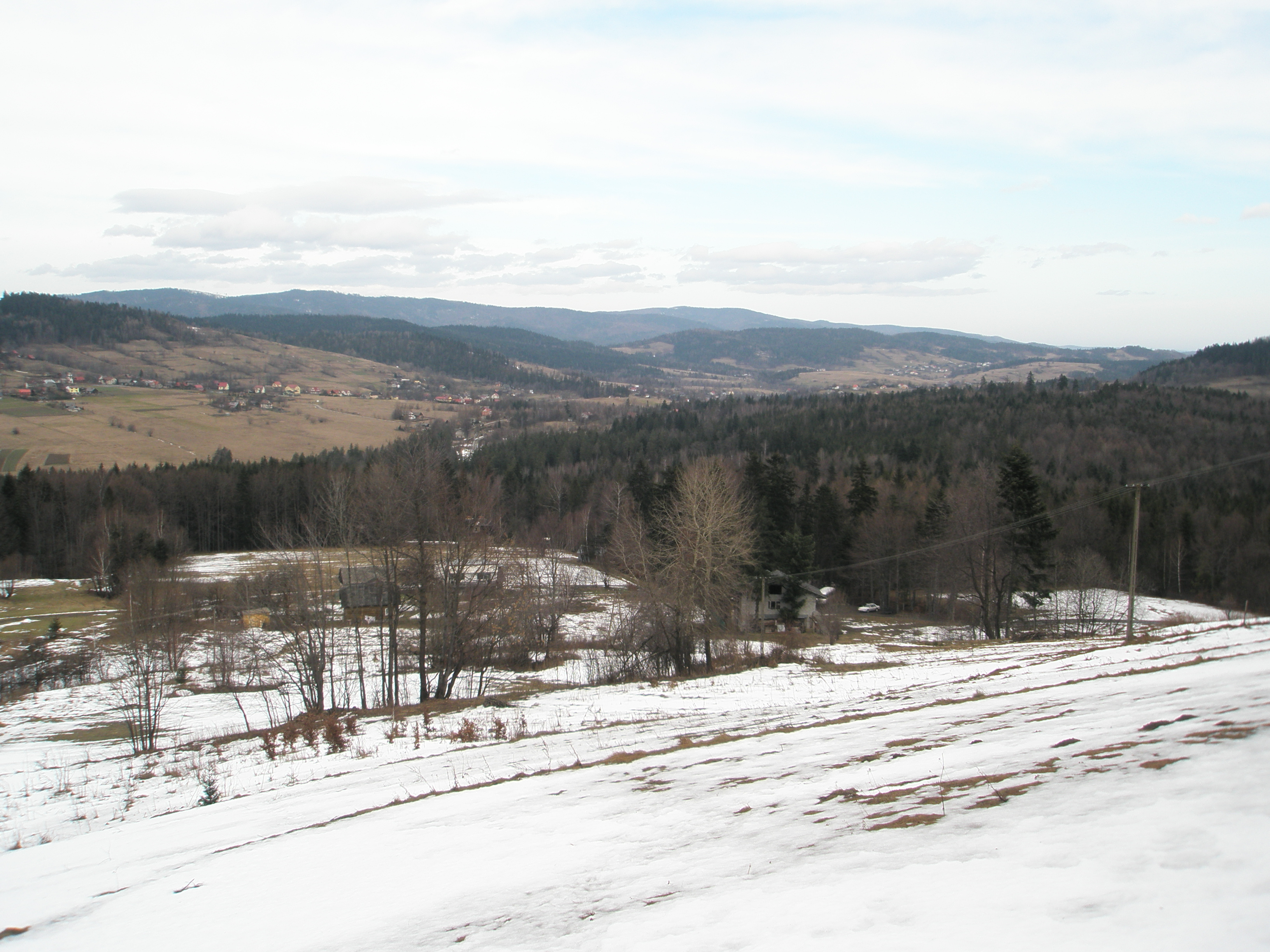
Widok z południa na Groń (po prawej)